# Кротков, Николай Николаевич
Никола́й Никола́евич Кротко́в (1 декабря 1869, Симбирск — 1919, Петроград) — китаевед, маньчжурист, дипломат, собиратель рукописей.

## Биография
В 1894 году окончил факультет восточных языков Санкт-Петербургского университета. Служил драгоманом консульства в Кульдже, секретарём консульств в Гирине, Цицикаре и Кульдже, консулом в Урумчи (до 1911), чиновником особых поручений при министре и агентом Министерства торговли и промышленности в Софии (1914—1915).
Будучи консулом в Урумчи, оказывал поддержку экспедиции академика С. Ф. Ольденбурга (1909, Турфан).

## Научная деятельность
Находясь в Восточном Туркестане, собрал коллекции согдийских, уйгурских и китайских рукописных фрагментов из Хотана, а также большое количество памятников уйгурской и китайской письменности из Турфана. Проводил раскопки в Туюк-мазаре (Турфан) и в окрестностях Урумчи — «развалин городка в Уланбае» в 15 верстах от города.
Состоял действительным членом Русского географического общества (1908) и Русского археологического общества (1912), членом-корреспондентом Русского комитета для изучения Средней и Восточной Азии (1911) и Этнографического музея.
Вернувшись в Россию, в разные годы передал свои коллекции по Азии, Китаю, Восточному Туркестану и Турфану:
- в Азиатский музей — всего 4073 единиц, что многократно превышает суммарный вклад всех остальных собирателей[3]; в том числе коллекцию маньчжурских рукописей (в 1918 сам её инвентаризировал)[1][2];
- в Русский комитет для изучения Средней и Восточной Азии (1908)[1];
- в Академию наук (1909)[1];
- в Эрмитаж[5] (в том числе через В. В. Радлова[6]).

Ряд трудов переведён на немецкий язык.

### Избранные труды
- Кротков Н. Карпини, Иоаннес де Плано // Энциклопедический словарь Брокгауза и Ефрона : в 86 т. (82 т. и 4 доп.). — СПб., 1890—1907. — Т. 14а. — С. 584—585.
- Кротков Н. Н. Краткие заметки о современном состоянии шаманства у сибо, живущих в Илийской области и Тарбагатае // Записки Вост. отделения Рос. археол. о-ва. — 1911—1912. — Т. 21. — С. 117—137[7].
- Кротков Н. Н. Русская мануфактура и её конкуренты на китайском рынке : (С крат. очерком соврем. экон. состояния собств. Китая, Маньчжурии и Синь-Цзяна). — СПб. : тип. В. Ф. Киршбаума, 1914. — 4+105 с[8].
- Кротков Н. Н. Урумчийский консульский округ и русская торговля в нём в 1906 году : [Отчет, представл. М-ву ин. дел]. — СПб. : тип. М. М. Стасюлевича, 1908. — 28 с. — (Отт. из «Изв. Имп. Рус. геогр. о-ва». Т. 44, вып. 6, 1908, с. 361—387)[8].

Труды в архиве Ленинградского отделения Института востоковедения РАН
- Словарь русско-китайский и материалы к нему. — 749 л.
- Материалы для китайского словаря. — 120 л.
- Материалы для маньчжурской грамматики. — 163 л.
- Лексикографический материал по маньчжурскому языку. — 57 л.
- Поездка осенью 1899 г. в Сибинский буддийский монастырь. 27, 3 л.
- Список богов в храме. — 1 л.
- Исторические, статистические и этнографические материалы об Илийском крае и населяющих его сибо. — 31, 16 л.
- Записка о восстании [дунган] в Илийском крае.
- Краткие заметки о современном состоянии шаманства у сибо, живущих в Илийской области и Тарбагатае (статья опубликована➤) — 23, 4 л.
- Фонд маньчжурских книг, находящихся в Азиатском музее Российской академии наук. 1918 г. — 29 л.
- Материалы, относящиеся к консульской деятельности Н. Н. Кроткова. — 148 л. (Чёрный Иртыш и его значение в торговле России с Китаем и Монголией. — № 11, 4 л.; Материалы об открытии золотых приисков, железных рудников и каменноугольных копей в пров. Хэйлунцзян. — № 14, 43 л.)
- Карта Синьцзянской провинции. На китайском языке. — Рукопись. — 1 л. 55×63 см.
- Список книг библиотеки Дальне-Восточного отдела Общей Канцелярии Министерства финансов. О возможности передать их Центральному информационному бюро при исполкоме Союза коммун Северной области через сотрудника иностранного отдела этого бюро Н. Н. Кроткова. 1919 г — 36 л.
- Рисунки Альберта Грюнведеля одежды уйгурской и кучинской знати, солдат, чиновников и др. — 4 л.
- Описание прямого пути от Манаса до г. Зайсана, пройденного в августе 1911 г. врачом при консульстве в Урумчи В. А. Строковским. — 25, 9 л.